# دایکی هاشیموتو
دایکی هاشیموتو (انگلیسی: Daiki Hashimoto؛ زادهٔ ۷ اوت ۲۰۰۱) ژیمناست هنری اهل ژاپن است.